# Mett

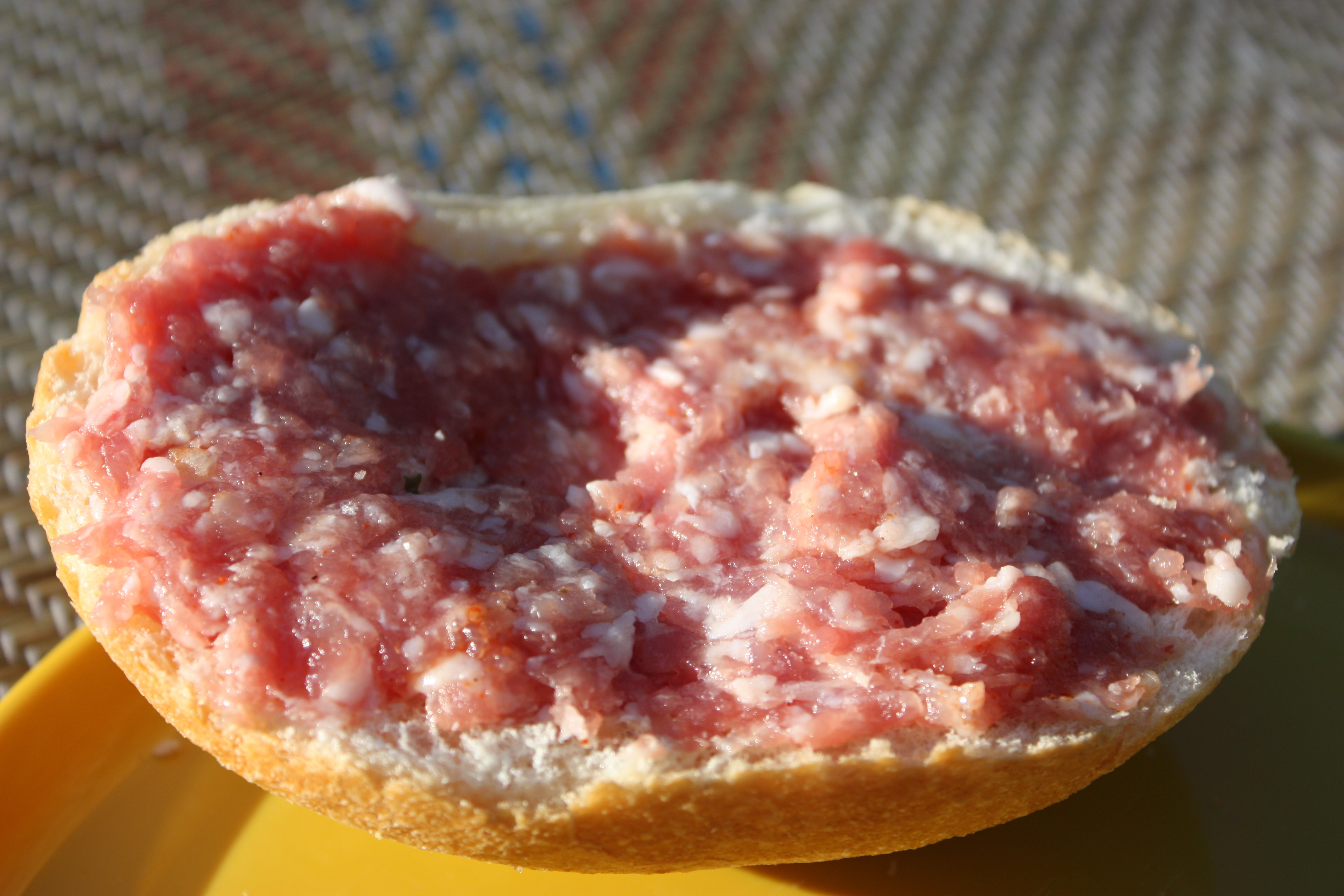
Mett untado en pan (Mettbrötchen).

El mett es una receta de carne de cerdo picada popular en Alemania. El nombre procede del bajo alemán mett (‘carne de cerdo picada sin panceta’) o del sajón antiguo meti (‘comida’).
Consiste en carne de cerdo picada, normalmente condimentada con sal y pimienta, y regionalmente también con ajo o carvia. Se consume cruda. También se le puede añadir cebolla picada, en cuyo caso se denomina zwiebelmett. Legalmente, el mett alemán no puede tener más de un 35% de grasa. Salvo que sea preenvasado, la Hackfleischverordnung (‘directiva de carne picada’) alemana solo permite su venta el día de fabricación.

## Variantes
El schinkenmett, preparado a partir del jamón, se considera especialmente bueno.
En contraste con el normalmente disponible localmente mett picado, el mett grueso de cerdo (großes Schweinemett) se produce con una picadora de carne industrial. Para preservar su estructura, la carne de cerdo suele procesarse semicongelada. La Hackfleischverordnung no permite temperaturas superiores a 2 °C, y no puede usarse hielo para enfriarla.

## Presentación
El mett crudo suele comerse untado en panecillos (mettbrötchen) o rebanadas de pan, acompañado con frecuencia de aros o dados de cebolla cruda.
En los bufés el mett se sirve ocasionalmente como mettigel  (‘erizo de mett’). Esta presentación fue especialmente popular en la década de 1970. Para elaborarla, se coloca una buena cantidad de mett en forma de erizo, usando como espinas aros de cebolla en cuarto o pretzels, y aceitunas como ojos y hocico.

## Salchicha
Puede darse mejor conservación al mett elaborando con él una mettwurst o salchicha cruda picante y frecuentemente ahumada.